# Riga ærkebispedømme

Riga ærkebispedømme var et katolsk ærkebispedømme og rige, der eksisterede i 1251/1253-1562/1563 i Terra Mariana.

## Oprettelse
Forgængeren for Riga ærkebispedømme var Riga bispedømme, der atter var foregået af Üksküla bispedømme. Allerede biskop Albert havde forsøgt at blive udnævnt til ærkebisp, men havde ikke formået at få paven til at gennemføre dette. Alligevel havde biskoppen i Riga en fremtrædende stilling i forhold til andre bisper i Livland: disse hørte reelt under Albert, der selv hørte direkte under paven. Men Alberts tidligere støtte, ærkebiskoppen i Bremen, forsøgte ligeledes at få bispen i Riga lagt ind under sig, og derfor var skabelsen af et selvstændigt bispedømme efter de stedlige klerikale lederes opfattelse yderst nødvendigt. Dette opnåedes dog først 1251, da paven udnævnte Albert Suerbeer til ærkebiskop af Riga (han var reelt allerede i 1245 blevet udnævnt til ærkebiskop for Livland og Preussen). Foruden den åndelige lederstilling i Livland hørte de preussiske bispedømmer også under hans ledelse. I 1253, da den hidtidige biskop i Riga, Nikolaus von Nauen, døde, kunne Albert endelig flytte ind til Riga og forene stillingen som biskop for Riga med ærkebispestillingen.

## Område og forvaltning
Under Riga kirkeprovins hørte hele Preussen og Terra Mariae med undtagelse af dennes nordligste del, Tallinn bispedømme, der hørte under ærkebispesædet i Lund indtil 1561.
Ærkebispen i Riga forvaltede utvivlsom det største stift i Terra Mariae, men dettes udbredelse er vanskeligt at fastslå. Først og fremmest var der problemerne med staden Rigas stilling, dertil kom imidlertid, at 1470 forenede Pihkva Fyrstedømme i hvert fald nominelt ærkebispedømmets grænseområder med egne områder. Ærkebispedømmets arealmæssige udstrækning kan skønnes til 19.000 km².
Ærkebispens vedslige forvaltningsområde var delt på to store distrikter, henholdsvis ved Liviske bugt og mellemste og nedre del af Väina-floden. Disse var omgivet af Den Liviske Ordens forvaltningsområder.
Riga stads områder hørte også i begyndelsen under ærkebispens stift, men 1330 erobrede Den Liviske Orden disse og beholdt dem med korte afbrydelser til 1452. Dette år blev indgået Kirchholm-aftalen (estisk: Kirchholmi leping), hvorved ærkebisp og ordensmester fik lige overherredømme over staden. Derfor kan Riga fra 1330 ikke mere anses ubeskåret at høre ind under ærkebispens stift.
I det område, som hørte under Riga ærkebispesæde, fandtes foruden Riga endnu to stæder: Lemsalu og Koknese. Disse var dog små og ubetydelige.
Ærkebiskop i Riga opholdt sig sædvanligvis i Riga eller i en af de nærliggende byer eller borge, f.eks Üksküla eller Koknese. Stiftet blev styret af en stiftsfoged, i kirkelige spørgsmål blev ærkebispen dog hjulpet af domprovsten. Desuden deltog Riga domkapitel i forvaltningen, dennes medlemmer havde ret at vælge ærkebispen og at gennemdrøfte alle åndelige og verdslige anliggender i ærkebispedømmet. I perioden 1370–1420 havde også Den Liviske Orden stor indflydelse, idet denne reelt havde fuld kontrol over ærkebispernes virke og havde haft helt til at at inkorporere ærkebispens besiddelser i egne områder. Senere løsnedes ordenens greb imidlertid, omend også senere var de fleste ærkebisper medlemmer af den liviske orden. Alligevel formåede ordenen ikke længere at opretholde reelt kontrol over ærkebispen, fraset en kortere tid, hvor der herskede fjendskab mellem reformationens ledere og koadjektoren (henholdsvis 1526–1529 og 1556–1557).

## Afvikling
Riga ærkebispesæde kom for alvor i fare under den livlandske krig fra 1559, da den russiske fjende besatte dennes østlige besiddelser. Den sidste ærkebiskop Wilhelm von Hohenzollern var orienteret mod Polen og førte sammen med Gotthard Kettler forhandlinger med Sigismund August om hjælpetropper og oprettelse af et protektorat. Ærkebispen håbede derved at i det mindste kunne opretholde en del af den verdslige og åndelige magt, men ved forhandlingerne i slutningen af 1561 måtte både han og ordensmesteren acceptere en direkte underlæggelse under Polen. Wilhelm fik dog lov til i sin levetid at kalde sig ærkebiskop og nominelt opretholde overherredømmet over sine forvaltningsområder. Da han døde i 1563, ophørte ærkebipesædet Riga endeligt med at eksistere.

## Ærkebisper i Riga 1255-1561
- Albert Suerbeer 1245-1273
- Johannes I von Lune, 1273-1284
- Johannes II von Vechten, 1285-1294
- Johannes III von Schwerin, 1294-1300
- Isarnus Tacconi fra Fontiès-d'Aude, 1300-1302, ærkebiskop i Lund (1302-1310)
- Jens Grand, 1303–1310 (titulært, kom aldrig til Riga), ærkebiskop i Lund (1289-1302), fyrstærkebiskop i Bremen (1310-1327)
- Friedrich von Pernstein, 1304-1341
- Engelbert von Dolen, 1341-1347
- Bromhold von Vyffhusen, 1348-1369
- Siegfried Blomberg 1370-1374
- Johannes IV von Sinten, 1374-24. September 1393
- Johannes V von Wallenrodt, 1393-1418
- Johannes VI Ambundi, 1418-1424 [1]
- Henning Scharpenberg, 1424-1448
- Silvester Stodewescher, 1448-1479
- Sede vacante (embedet ledigt), 1479-1484
- Michael Hildebrand, 1484-1509
- Jasper Linde, 1509-1524
- Johannes VII Blankenfeld, 1524-1527
- Thomas Schoning, 1528-1539
- Wilhelm von Brandenburg, 1539-1563